# Roberto Schaefer
Roberto Schaefer (* in White Plains, New York) ist ein US-amerikanischer Kameramann.

## Leben
In den Jahren 1969 bis 1973 studierte Schaefer an der Washington University in St. Louis. In den 1980er-Jahren begann er seine Tätigkeit als Kameramann, wobei er immer wieder auch an Fernsehproduktionen mitwirkte. Sein Schaffen umfasst mehr als drei Dutzend Produktionen.
Seit dem 1995 gedrehten Film Loungers dreht Schaefer regelmäßig mit dem Regisseur Marc Forster. Ein anderer Regisseur, mit dem Schaefer mehrmals zusammenarbeitete, ist Christopher Guest.
Für seine Kameraarbeit an Wenn Träume fliegen lernen war Schaefer 2005 für den British Academy Film Award nominiert. 2013 wurde er auf dem Filmfestival Camerimage für seine Arbeit ausgezeichnet.

## Filmografie (Auswahl)
- 1994: Bad Boys Never Die (Roadracers)
- 1996: Wenn Guffman kommt (Waiting for Guffman)
- 2000: Best in Show
- 2000: Everything Put Together
- 2001: Monster’s Ball
- 2004: Wenn Träume fliegen lernen (Finding Neverland)
- 2005: Stay
- 2006: Es lebe Hollywood (For Your Consideration)
- 2006: Schräger als Fiktion (Stranger than Fiction)
- 2007: Drachenläufer (The Kite Runner)
- 2008: James Bond 007: Ein Quantum Trost (Quantum of Solace)
- 2009: Leaves of Grass
- 2011: Machine Gun Preacher
- 2012: The Paperboy
- 2013: Seelen (The Host)
- 2016: Term Life – Mörderischer Wettlauf (Term Life)
- 2017: Geostorm
- 2019: The Red Sea Diving Resort
- 2019: Der Biss der Klapperschlange (Rattlesnake)
- 2021: Creation Stories